# 滕普林湖

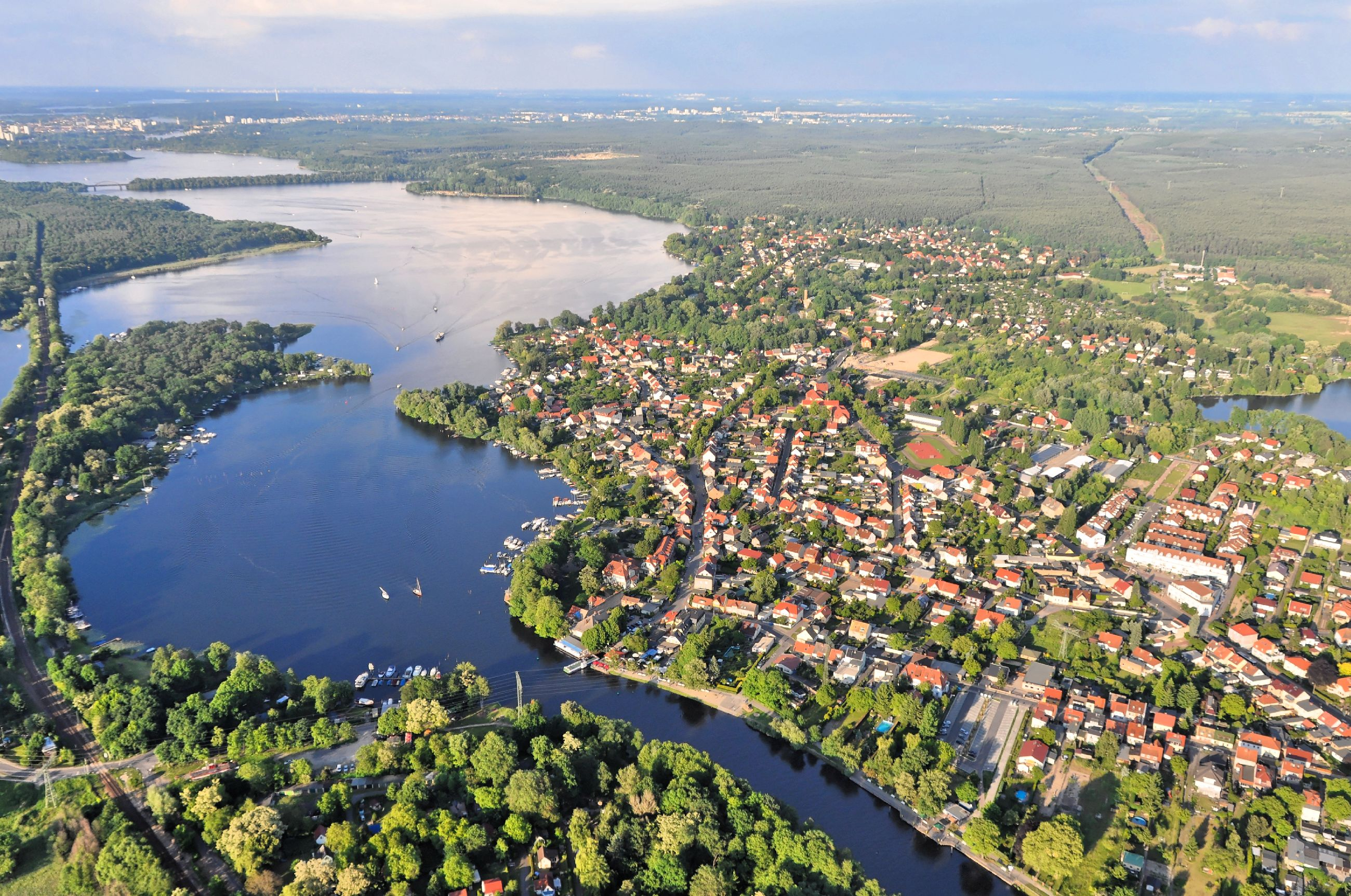

52°22′3″N 13°1′6″E / 52.36750°N 13.01833°E
滕普林湖（德語：Templiner See），是德國的湖泊，位於該國西南部，由勃蘭登堡州負責管轄，處於波茨坦，長5.8公里、寬1.2公里，面積5.11平方公里，海拔高度29米，最大水深6米。